# Joan Brossa
Joan Brossa, även Joan Brossa i Cuervo (uttal: ʒuˈam ˈbɾɔsə i ˈkwervu]), född den 19 januari 1919 i Barcelona, död där 30 december 1998, var en spansk (katalansk) poet, författare, dramatiker, grafiker och konstnär. Han räknas som en av de främsta representanterna för det katalanska avantgardet under 1900-talet och var en av sju grundare av den viktiga katalanska konstnärsgruppen Dau al Set. Som han själv sa, alla konstgenrer är "sidor av samma pyramid". Hans teaterproduktioner förebådade happening-begreppet, och generellt uttrycker hans verk det absurda i tillvaron.

## Biografi
Brossa började skriva så smått under det spanska inbördeskriget (1936–1939). Åter i Barcelona stiftade han 1941 bekantskap med poeten J.V. Foix, målaren Joan Miró och kulturbeskyddaren Joan Prats. Tack vare deras råd och i en ny surrealistisk anda började han skriva en mängd sonetter, sapfiska oden, sestiner och modern fri vers (mer än 80 böcker). Dessutom skrev han mer än 350 arbeten för teatern, vilket han kallade "scenisk poesi". Hans litterära verk har översatts till över femton språk.
År 1941 genomförde han också sina första visuella dikter i enlighet med futuristiska parametrar. Hans första objet trouvé är från 1943. År 1951 sammanförde han för första gången två helt olika föremål och 1956 kom hans första konstinstallation (i skyltfönstret till en butik). Tillsammans med Antoni Tàpies, Modest Cuixart, Joan Ponç, Arnau Puig och Joan Josep Tharrats grundade han 1947 tidskriften tillika den artistiska gruppen Dau al Set. 
Tack vare mötet med den brasilianske poeten João Cabral de Melo Neto blev Brossas poesi mer socialt engagerad från 1950, med boken Em va fer Joan Brossa, "Jag gjordes till Joan Brossa". Samlingsvolymen Poesia rasa, "Nivå poesi" (1970) fick ett starkt mottagande i litterära kretsar. Under sextiotalet experimenterade han med visuell poesi och med föremål, något han skulle fortsätta med under hela livet. Samtidigt inledde han en följd av samarbetsprojekt med konstnärer som Antoni Tàpies och Joan Miró. 
En av utställningarna, på Museo Nacional Centro de Arte Reina Sofía i Madrid år 1991 gjorde honom känd över hela världen. Hans verk förekom även på gator och torg genom så kallade kroppsdikter, som Poema visual transitable en tres parts (Framkomlig visuell dikt i tre delar) i velodromen i Barcelona (1984). Men det faktum att han ägnade sig åt plastisk konst betydde inte att han slutade med sitt litterära skrivande.
För scenen skrev Brossa aktionsföreställningar redan på nittonhundrafyrtiotalet och sedan ägnade han sig åt andra parateatrala genrer som förvandlingsmonologer, balett och konserter, där samarbetsprojekten med musiker Josep M. Mestres Quadreny och Carles Santos utmärker sig.  Han skrev också teatertexter, operalibretton och filmmanus. 
I internationella sammanhang kan man lyfta fram deltagandet i biennalen i São Paulo 1993 och i Venedigbiennalen 1997 samt utställningarna i München 1988, i New York 1989, i Céret och Collioure 1991, i London och Chicago 1992, i Mexico City, Monterrey, Kassel och Göppingen 1998 och i Göteborg 1999. Efter hans död befäste den stora utställningen år 2001 på Fundació Joan Miró i Barcelona hans berömmelse. Mellan 2005 och 2011 turnerade en annan samlingsutställning i flera städer i Chile, Brasilien, Argentina, Portugal, Spanien, Österrike, Tjeckien, Sverige, Frankrike, Tyskland, Polen, Mexiko och återigen Frankrike.
Under sina sista år fick han priser för verk i alla genrer och från många håll, inklusive Picasso-medaljen tilldelad av Unesco.

## Böcker som har översatts till svenska
- Tio katalanska poeter. Göteborg: Fabians Förlag, 1987. Översättning av Arne Lundgren & Lluís Solanes. ISBN 91-9705-963-3.
- Alfabetet mellan ögonbrynen. Lund: Bokförlaget Bakhåll, 1989. Översättning av Lasse Söderberg. ISBN 91-7742-073-X.